# Негев (пулемёт)
Не́гев (ивр. נגב‎) — ручной пулемёт под патрон 5,56×45 мм, выпускаемый израильским концерном Israel Military Industries. Используется как стандартный ручной пулемёт в пехотных подразделениях ЦАХАЛа.
В целом, разработка оружия была закончена к 1995 году, пулемёт проходил полевые испытания в течение 1996 года и в 1997 году был принят на вооружение.

## Описание

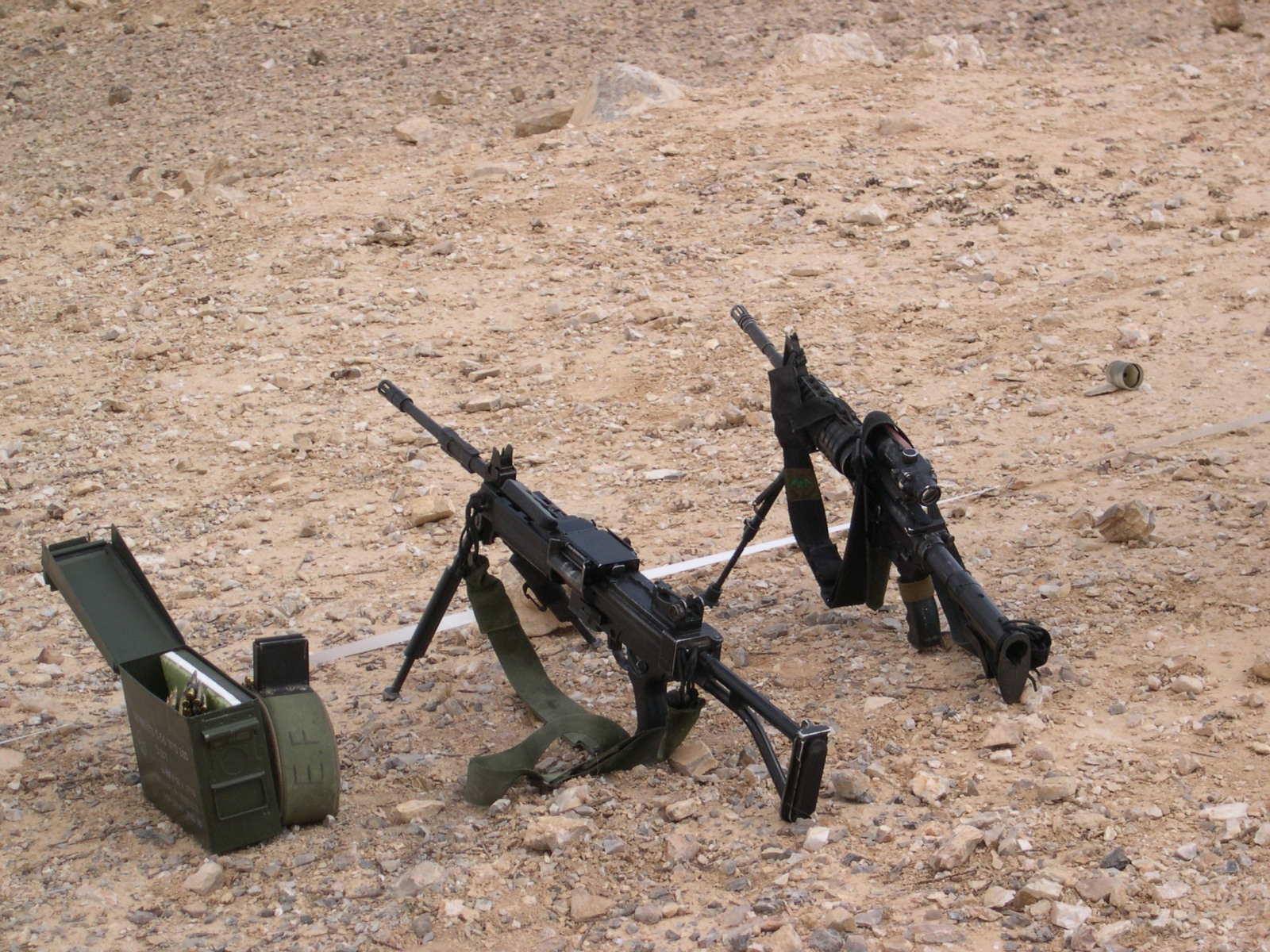
Пулемёт Негев (слева) и карабин M4A1 (справа).

Ручной пулемёт Негев является автоматическим оружием, использующим газоотводную автоматику. Охлаждение ствола воздушное, стволы быстросменные, выпускаются в двух модификациях: стандартной длины и укороченные (вариант «Коммандо», для ближнего боя в условиях городской застройки). Газоотводный механизм расположен под стволом. Автоматика использует газовый поршень с длинным рабочим ходом, соединённый с затворной рамой двумя длинными тягами, которые имеют посередине окно для шахты магазина. Запирание ствола — поворотом затвора на четыре боевых упора сложной формы и разного размера. Стрельба ведётся с заднего шептала.
Неавтоматический флажковый переводчик-предохранитель находится на пистолетной рукоятке с левой стороны. Клавиша предохранителя перемещается в выемке в виде сектора и имеет три положения: верхнее — «непрерывный огонь», среднее (в этом положении клавиша направлена вперёд) — «одиночный огонь», нижнее — «предохранитель».
Конструкция оружия допускает регулировку темпа огня. Газовый регулятор может находиться в трёх положениях. Первое, при перекрытой газовой камере, используется для отстрела винтовочной гранаты, второе — для стрельбы со скоростью 700—850 выстрелов в минуту, третье — 850—1000 выстрелов в минуту, а также при сильном запылении газоотводной системы.
В качестве боеприпаса используются стандартные натовские патроны калибра 5,56×45 мм, типа SS109. Также возможно использование патронов типа M193 после установки ствола, имеющего соответствующую нарезку.
Питание пулемёта селективное, допускается использование рассыпной металлической ленты на 150 или 200 патронов с открытым звеном (основной способ боепитания) либо автоматных магазинов. Лентоприёмник расположен сверху ствольной коробки, подача ленты производится слева направо качающимся в вертикальной плоскости рычагом, который приводят в действием выступы затворной рамы (аналогично пулемёту Калашникова). Выброс пустых звеньев отстрелянных гильз — вправо. Приёмник магазинов расположен снизу, магазины вставляются в него вертикально вверх. В случае установки приёмника под ленту она может быть уложена в мягкую брезентовую сумку, которая крепится на гнездо магазина — таким образом, снижается возможность засорения приёмника через ленту, которое весьма вероятно в условиях применения пулемёта.
Стандартно используются магазины на 12, 35 или 50 патронов от автомата Галиль.
После установки специального адаптера возможно использование магазинов от винтовок М16 ёмкостью 30 патронов. Одновременное заряжание ленты и магазина не допускается, так как приведёт к двойной подаче патрона и невозможности стрельбы. Ленты могут использоваться как сами по себе, так и из специальных полужёстких контейнеров ёмкостью в 150 или 200 патронов, присоединяемых при помощи специального переходника к приёмнику магазинов.
Пулемёт штатно комплектуется складным вбок металлическим прикладом от автомата Галиль, рукояткой для переноски (расположенной на сменных стволах) и съёмной складной двуногой сошкой. Дополнительно возможна установка передней вертикальной рукоятки под цевьём, обеспечивающей более удобную стрельбу из пулемёта с хода, от бедра. Штатные прицельные приспособления открытые, регулируемые. Возможна установка кронштейнов для оптических, ночных или коллиматорных прицелов.
Также Негев устанавливается на транспортных средствах и боевых машинах. Негев в обслуживании достаточно прост, при неполной разборке пулемёт разделяется на шесть частей, включая сошку.

## Порядок разряжания
1. Если установлен магазин, отсоединить его (защёлка магазина расположена впереди спусковой скобы).
2. Для того, чтобы извлечь ленту, нажать защёлку, расположенную позади крышки приёмника. Поднять крышку.
3. Отвести затвор назад, оставив крышку открытой, для осмотра патронника и направляющего паза.
4. Убедившись, что патроны в них отсутствуют, закрыть крышку приёмника.
5. Нажать спусковой крючок, отпустив затвор[4].

## Модификации
- Negev — стандартный армейский вариант со стволом длиной 460 мм;
- Negev Commando (Negev SF) — вариант с укороченным до 330 мм стволом;
- Negev NG7 — разработанный в 2012 году вариант весом 7,6 кг под патрон 7,62×51 мм НАТО, имеет только ленточное питание и возможность стрельбы одиночными выстрелами в полуавтоматическом режиме. Оснащён прикладом нового образца (GLR-16 CP model, разработанным компанией «FAB Defense»). Впервые представлен в марте 2012 года, выпускается в двух вариантах исполнения — со стандартным стволом длиной 520 мм и с укороченным до 420 мм стволом[5].

## На вооружении
- Азербайджан[6]
- Грузия — к началу войны в Южной Осетии в августе 2008 года имелись у грузинской армии (один пулемёт был представлен в сентябре 2008 года в Центральном музее Вооружённых сил РФ, на выставке трофейного грузинского оружия «Кавказ. Пять дней в августе»)[7]
- Израиль
- Индия
- Кения — в октябре 2012 года в СМИ были опубликованы фотографии кенийских военнослужащих в порту Кисмайо (Сомали), вооружённых пулемётами «Негев».
- Колумбия
- Коста-Рика
- Мексика — некоторое количество используется подразделениями федеральной полиции[8]
- Таиланд — в 2007—2008 годы куплено 1101 шт.[9]
- Украина — под наименованием «Форт 401» производится НПО «Форт»[10]. 23 декабря 2009 года постановлением Кабинета министров Украины пулемёт «Форт-401» был принят на вооружение Службы безопасности Украины, Службы внешней разведки Украины, Управления государственной охраны и государственной пограничной службы. В 2014 году он был принят на вооружение Национальной Гвардии Украины.
- Эстония — с 2011 года в Вооружённых силах Эстонии[11]